# Vírus da rubéola
O vírus da rubéola é o agente patogénico da rubéola. É causada por um vírus do gênero Rubivirus, o Rubella virus, que também pode causar a síndrome da rubéola congénita quando a infecção se dá durante as primeiras semanas de gestação.
O Rubella virus era o único membro conhecido do gênero Rubivirus que pertence à família Matonaviridae, entretanto, estudos realizados em outubro de 2020 em busca do novo coronavírus (COVID-19) em animais placentários relatam a descoberta de duas novas espécies do vírus da rubéola, Rubivirus ruteetense (Vírus Ruhugu) e Rubivirus strelense (Vírus Rustrela) encontrados na África e Europa, respectivamente.
Os membros da família Matonaviridae partilham um genoma de fita simples de RNA de sentido positivo (+)ssRNA, que é envolvido por uma cápside não icosaédrica e ligado a membrana.
A base molecular para a causa da síndrome da rubéola congénita não é ainda completamente clara, mas estudos in vitro com linhagens celulares mostram que o vírus desencadeia um efeito de apoptose em certo tipo de células. Existe evidência de um mecanismo dependente da proteína p53.

## Características
- Doença infecciosa aguda benigna
- Disseminação: Direta de pessoa à pessoa (secreções nasofaríngeas) ou vertical (mãe-feto).
- Período de incubação: 17 dias, variando de 14 a 21 dias, conforme cada caso